# Long. Live. ASAP
Long. Live. ASAP (estilizado como LONG.LIVE.A$AP) é o álbum de estréia do artista de hip hop americano A$AP Rocky, lançado a 15 de janeiro de 2013 pela A$AP Worldwide, Polo Grounds Music e RCA Records (Sony Music Entertainment).

## Antecedentes
Em maio de 2011, Rocky parou de vender drogas e decidiu se concentrar em uma carreira no rap. Ele lançou um videoclipe da canção "Purple Swag" em julho, conseguindo atenção na Internet e de gravadoras, apesar de comentários negativos da cena do hip hop em Nova Iorque. Ele recebeu proposta de várias gravadoras, incluindo a Polo Grounds Music, distribuída pela RCA.

## Faixas
1. "Long Live A$AP" - 4:50
2. "Goldie" - 3:12
3. "PMW (All I Really Need)" - 5:37
4. "LVL" - 3:40
5. "Hell" - 3:52
6. "Pain" - 3:53
7. "Fuckin' Problems" - 3:54
8. "Wild for the Night" - 3:30
9. "1 Train" - 6:12
10. "Fashion Killa" - 3:56
11. "Phoenix" - 3:54
12. "Suddenly" - 4:31

## Desempenho nas tabelas musicais
| Tabela musical (2013)                             | Melhor posição |
| ------------------------------------------------- | -------------- |
| Canadá (Canadian Albums Chart)                    | 1              |
| Reino Unido (UK Albums Chart)                     | 7              |
| Reino Unido (UK R&B Albums Chart)                 | 1              |
| Estados Unidos (Billboard 200)                    | 1              |
| Estados Unidos (Billboard Top R&B/Hip-Hop Albums) | 1              |
| Estados Unidos (Billboard Top Rap Albums)         | 1              |